# Machala
Machala és una ciutat al sud-oest de la República de l'Equador.
És la capital de la província de El Oro i està situada a prop del golf de Guayaquil. Té una població de 288.072 (cens del 2022); sisena més gran del país i segon port més important. És coneguda com a Capital Mundial de la Banana.

## Clima
Machala presenta un clima càlid semi àrid.
| Paràmetres climàtics mitjans de Machala (Aeroport Gral. Manuel Serrano), altura 10 m (33 ft), (1971–2000) | Paràmetres climàtics mitjans de Machala (Aeroport Gral. Manuel Serrano), altura 10 m (33 ft), (1971–2000) | Paràmetres climàtics mitjans de Machala (Aeroport Gral. Manuel Serrano), altura 10 m (33 ft), (1971–2000) | Paràmetres climàtics mitjans de Machala (Aeroport Gral. Manuel Serrano), altura 10 m (33 ft), (1971–2000) | Paràmetres climàtics mitjans de Machala (Aeroport Gral. Manuel Serrano), altura 10 m (33 ft), (1971–2000) | Paràmetres climàtics mitjans de Machala (Aeroport Gral. Manuel Serrano), altura 10 m (33 ft), (1971–2000) | Paràmetres climàtics mitjans de Machala (Aeroport Gral. Manuel Serrano), altura 10 m (33 ft), (1971–2000) | Paràmetres climàtics mitjans de Machala (Aeroport Gral. Manuel Serrano), altura 10 m (33 ft), (1971–2000) | Paràmetres climàtics mitjans de Machala (Aeroport Gral. Manuel Serrano), altura 10 m (33 ft), (1971–2000) | Paràmetres climàtics mitjans de Machala (Aeroport Gral. Manuel Serrano), altura 10 m (33 ft), (1971–2000) | Paràmetres climàtics mitjans de Machala (Aeroport Gral. Manuel Serrano), altura 10 m (33 ft), (1971–2000) | Paràmetres climàtics mitjans de Machala (Aeroport Gral. Manuel Serrano), altura 10 m (33 ft), (1971–2000) | Paràmetres climàtics mitjans de Machala (Aeroport Gral. Manuel Serrano), altura 10 m (33 ft), (1971–2000) | Paràmetres climàtics mitjans de Machala (Aeroport Gral. Manuel Serrano), altura 10 m (33 ft), (1971–2000) |
| Mes | Gen. | Feb. | Mar. | Abr. | Mai. | Jun. | Jul. | Ago. | Set. | Oct. | Nov. | Des. | Anual |
| --- | --- | --- | --- | --- | --- | --- | --- | --- | --- | --- | --- | --- | --- |
| Temperatura diària màxima °C (°F)                                                                         | 30,9 (87,6)                                                                                               | 31,2 (88,2)                                                                                               | 31,5 (88,7)                                                                                               | 31,4 (88,5)                                                                                               | 30,2 (86,4)                                                                                               | 28,3 (82,9)                                                                                               | 27,1 (80,8)                                                                                               | 26,9 (80,4)                                                                                               | 27,1 (80,8)                                                                                               | 27,2 (81)                                                                                                 | 28,3 (82,9)                                                                                               | 30,1 (86,2)                                                                                               | 29,2 (84,6)                                                                                               |
| Temperatura diària mínima °C (°F)                                                                         | 22,8 (73)                                                                                                 | 23,0 (73,4)                                                                                               | 23,0 (73,4)                                                                                               | 23,4 (74,1)                                                                                               | 22,9 (73,2)                                                                                               | 21,8 (71,2)                                                                                               | 20,8 (69,4)                                                                                               | 20,3 (68,5)                                                                                               | 20,3 (68,5)                                                                                               | 20,6 (69,1)                                                                                               | 20,7 (69,3)                                                                                               | 21,9 (71,4)                                                                                               | 21,8 (71,2)                                                                                               |
| Precipitació total mm (polzades)                                                                          | 63 (2,5)                                                                                                  | 100 (3,9)                                                                                                 | 117 (4,6)                                                                                                 | 59 (2,3)                                                                                                  | 18 (0,7)                                                                                                  | 13 (0,5)                                                                                                  | 11 (0,4)                                                                                                  | 9 (0,4)                                                                                                   | 8 (0,3)                                                                                                   | 13 (0,5)                                                                                                  | 11 (0,4)                                                                                                  | 16 (0,6)                                                                                                  | 438 (17,2)                                                                                                |
| Font: FAO                                                                                                 | | | | | | | | | | | | | |